# フィーバークエスト
フィーバークエストは、2002年7月にビスティが発売した、スライムやドラゴンなどが登場する異世界が舞台のRPGをイメージしたパチンコ機のシリーズ名。CRフィーバークエストSP、CRフィーバークエストGP、フィーバークエストDXの3機種がある。

## 概要
液晶型のデジパチ。液晶両脇に巨大なドラゴンの役物が配置されており、予告演出やリーチ演出と連動して激しくアクションする。
CR機は確変搭載タイプで、1•3•5•7•9いずれかの奇数図柄揃いで大当たりした場合は確変に突入する。偶数図柄揃いの大当たりの場合は通常大当たりとなる。
10種類ある図柄のうち5種類が確変図柄になるので確変突入率は1/2となる。
現金機は時短搭載タイプで、奇数図柄揃いの大当たりの場合、180回転の時短に突入し、0•6図柄のいずれかが揃った場合は50回転の時短に突入し、2•4•8図柄のいずれかが揃った場合は30回転の時短に突入する。

## スペック
- CRフィーバークエストSP
  - 賞球数 5&15
  - 大当たり最高継続 15R（10カウント）
  - 大当たり確率 1/316.6
  - 確変中大当たり確率　1/58.6
  - 確変突入率　1/2
- CRフィーバークエストGP
  - 賞球数 5&15
  - 大当たり最高継続 15R（9カウント）
  - 大当たり確率 1/316.6
  - 確変中大当たり確率　1/58.6
  - 確変突入率　1/2
- フィーバークエストDX
  - 賞球数 5&13
  - 大当たり最高継続 16R（10カウント）
  - 大当たり確率 1/224.6
  - 時短回数　
    - 5/10　180回
    - 2/10　50回
    - 3/10　30回

## 図柄
- 0
- 1
- 2
- 3
- 4
- 5
- 6
- 7
- 8
- 9

## 演出
デジタル回転開始時にドラゴン役物が吠える「雄叫び連続予告」や、ドラゴンの目が様々な色で光る「ドラゴンの目予告」、左右図柄停止後に右に配置されているドラゴンが炎を吐いて右出目をリーチ図柄に変化させる演出などの様々なリーチ予告演出が搭載されている。
他にも液晶内に宝箱や気球が登場することがある「キャラ予告」や、全図柄」が画面奥にズームアウトする「縮小予告」もある。
リーチアクションは、ドラゴン役物が動き炎を吐くドラゴン系リーチ以外に、神官がドラゴンに祈りを捧げて大当たりを狙う「神殿リーチ」と、ドラゴンが炎を吐いてタワーを破壊する「タワーリーチ」などがある。
ドラゴン系リーチには炎以外に氷や雷を吐くパターンもあり、雷の場合は出現率は低いが大当たり信頼度は高い演出となる。